# Ted Moore
Ted Moore (7 agosto 1914 – 1987) è stato un direttore della fotografia sudafricano.

## Biografia
Nato in Sudafrica, si trasferì in Gran Bretagna nel 1930, dove allo scoppio della Seconda guerra mondiale si arruolò volontario nella Royal Air Force. Durante la guerra si impegnò nel ruolo di cameraman al fronte, proseguendo l'attività in tempo di pace. 
Nel 1954 il passaggio a direttore della fotografia e, nel 1967, la conquista del Premio Oscar per il film Un uomo per tutte le stagioni, che gli valse anche il British Academy of Film and Television Arts alla migliore fotografia.

## Filmografia
- Oro (A Prize of Gold), regia di Mark Robson (1955)
- Sopravvissuti: 2 (The Cockleshell Heroes), regia di José Ferrer (1955)
- La gente gamma (The Gamma People), regia di John Gilling (1956)
- Odongo, regia di John Gilling (1956)
- Zarak Khan (Zarak), regia di Terence Young (1956)
- International Police (Interpol), regia di John Gilling (1957)
- Come uccidere uno zio ricco (How to Murder a Rich Uncle), regia di Nigel Patrick (1957)
- Missili umani (High Flight), regia di John Gilling (1957)
- Non c'è tempo per morire (No Time to Die), regia di Terence Young (1958)
- Oltre il confine (The Man Inside), regia di John Gilling (1958)
- Idol on Parade, regia di John Gilling (1959)
- Kasim, furia dell'India (The Bandit of Zhobe), regia di John Gilling (1959)
- Ombre sul Kilimanjaro (Killers of Kilimanjaro), regia di Richard Thorpe (1959)
- Giubbe nere e calze rosa (Jazz Boat), regia di Ken Hughes (1960)
- Let's Get Married, regia di Peter Graham Scott (1960)
- Il garofano verde (The Trials of Oscar Wilde), regia di Ken Hughes (1960)
- In the Nick, regia di Ken Hughes (1960)
- Johnny Nobody, regia di Nigel Patrick (1961)
- La furia degli implacabili (The Hellions), regia di Irving Allen e Ken Annakin (1961)
- L'invasione dei mostri verdi (The Day of the Triffids), regia di Steve Sekely (1962)
- Tu vivrai (Mix Me a Person), regia di Leslie Norman (1962)
- Agente 007 - Licenza di uccidere (Dr. No), regia di Terence Young (1962)
- 9 ore per Rama (Nine Hours to Rama), regia di Mark Robson (1963)
- Chiamami buana (Call Me Bwana), regia di Gordon Douglas (1963)
- A 007, dalla Russia con amore (From Russia with Love), regia di Terence Young (1963)
- Agente 007 - Missione Goldfinger (Goldfinger), regia di Guy Hamilton (1964)
- Le avventure e gli amori di Moll Flanders (The Amorous Adventures of Moll Flanders), regia di Terence Young (1965)
- Agente 007 - Thunderball: Operazione tuono (Thunderball), regia di Terence Young (1965)
- Un uomo per tutte le stagioni (A Man for All Seasons), regia di Fred Zinnemann (1966)
- L'ultimo safari (The Last Safari), regia di Henry Hathaway (1967)
- Prudenza e la pillola (Prudence and the Pill), regia di Fielder Cook (1968)
- Shalako, regia di Edward Dmytryk (1968)
- La strana voglia di Jean (The Prime of Miss Jean Brodie), regia di Ronald Neame (1969)
- Lo strano triangolo (Country Dance), regia di J. Lee Thompson (1969)
- Prendi il sesso e fuggi (She'll Follow You Anywhere), regia di David C. Rea (1971)
- Agente 007 - Una cascata di diamanti (Diamonds Are Forever), regia di Guy Hamilton (1971)
- Psychomania, regia di Don Sharp (1973)
- Agente 007 - Vivi e lascia morire (Live and Let Die), regia di Guy Hamilton (1973)
- Il viaggio fantastico di Sinbad (The Golden Voyage of Sinbad), regia di Gordon Hessler (1973)
- The Story of Jacob and Joseph, regia di Mihalis Kakogiannis (1974) (TV)
- Agente 007 - L'uomo dalla pistola d'oro (The Man with the Golden Gun), regia di Guy Hamilton (1977)
- L'orca assassina (Orca – Killer Whale), regia di Michael Anderson (1977)
- Sinbad e l'occhio della tigre (Sinbad and the Eye of the Tiger), regia di Sam Wanamaker (1977)
- Dominique, regia di Michael Anderson (1979)
- Scontro di titani (Clash of the Titans), regia di Desmond Davis (1981)
- Priest of Love, regia di Christopher Miles (1981)
- Carlo e Diana - Una storia d'amore (Charles & Diana: A Royal Love Story), regia di James Goldstone - film TV (1982)